# Словарь нанотехнологических терминов
«Словарь нанотехнологических и связанных с нанотехнологиями терминов» (СНТ) — терминологическое междисциплинарное однотомное энциклопедическое издание на русском языке, представленное как в виде книги, так и в электроном виде. Проект развивается и является первым российским профессиональным словарём, связанным с нанотехнологиями, согласно заявлению его редакции, аналогичных словарей в мире пока не существует.

## История
Подготовка и издание словаря было осуществлено компанией «Роснано» при участии научно-образовательного центра по нанотехнологиям Московского государственного университета им. М. В. Ломоносова (МГУ), и сотрудников химического факультета и факультета наук о материалах МГУ. Первый, электронный, предварительный этап составления словаря завершился к концу 2009 года, всего к этому периоду было описано 406 терминов, в доработке находилось ещё 141 статья. Материалы были размещены в свободный доступ на сайте «thesaurus.rusnano.com». Презентация книги состоялась на Третьем Международном форуме по нанотехнологиям (Rusnanotech-2010) 2 ноября 2010 года. Первая редакция представленного печатного издания содержала 566 статей. Книга отпечатана издательством «Физматлит». Тираж составляет 1000 экземпляров. Запланирован её перевод на английский язык. Словарь, по замыслу создателей, предназначен для формирования универсального языка общения, понятийного аппарата, у всех, связанных с нанотехнологиями, и позиционируется как вспомогательный инструмент для технологов, научных работников, инвесторов, а также студентов профильных учебных заведений.

## Особенности
Словник СНТ охватывает статьи обо всех областях современной науки, тем или иным образом связанных с нанотехнологиями: специальных дисциплин, входящих в состав физики, химии, биологии и др. В работе над печатной версией приняли участие 60 авторов, из которых 25 докторов и 28 кандидатов физико-математических, химических, биологических и технических наук. В редакционную коллегию вошли 26 человек, в том числе главный редактор Сергей Владимирович Калюжный.
В основу словаря были положены термины, которые чаще всего встречались в проектах, поступивших на экспертизу в ГК «Роснанотех» в 2007—2010 годах, а также некоторые термины, которые прямо к нанотехнологиям не относятся, но необходимы для понимания природы процессов, протекающих в наномасштабе. По словам директора департамента научно-технической экспертизы, члена правления «Роснано» и главного редактора СНТ С. В. Калюжного:

При создании словаря мы старались писать словарные статьи так, чтобы избежать особо узких терминов или излишне углубляться в детали. Словарь, по нашему мнению, должен дать общее представление о терминах и предоставить ссылки, где более образованный читатель может найти более подробное их описание.
Источниками информации для составителей служили публикации в ведущих научных журналах, научные монографии, стандарты Британского сертификационного института, Международного союза теоретической и прикладной химии и Международной организации по стандартизации, различные национальные стандарты в области нанотехнологий. Оригинальные цветные и чёрно-белые схематические иллюстрации для СНТ были предоставлены сотрудником МГУ А. А. Елисеевым.
Составленный словник, в связи с незавершённостью СНТ, продолжает уточняться, на конец 2012 года электронная версия словаря содержала 592 статьи, ещё 321 статья находилась в работе у авторов.

## Конкурсы
С 18 по 24 апреля 2010 года «Роснано» и МГУ, в рамках IV Всероссийской интернет-олимпиады для школьников, студентов и молодых учёных «Нанотехнологии — прорыв в будущее!», был проведён конкурс на лучший вариант статьи, уже входящей в СНТ, либо на написание новой статьи о нанотехнологическом термине, который в словарь ещё не входит. Главными требованиями конкурса являлись: чёткая структура статьи, полнота раскрытия термина, ограниченный общий объём слов, доступный язык и ссылки на авторитетные научные источники.

## Лицензирование
25 ноября 2011 года корпорация «Роснано», которой принадлежат права на словарь, по просьбе НП «Викимедиа РУ», разрешило свободное распространение всех содержащихся в СНТ материалов (текстов и иллюстраций) под лицензией CC-BY-SA, в рамках содействия свободному распространению знаний и свободной культуре.